# Hylemera hypostigmica
Hylemera hypostigmica là một loài bướm đêm trong họ Geometridae.